# Your Mother Should Know
Your Mother Should Know (englisch für „Deine Mutter sollte es wissen“) ist ein Lied der britischen Band The Beatles, das 1967 auf der Doppel-EP Magical Mystery Tour veröffentlicht wurde. Komponiert wurde es vorwiegend von Paul McCartney und unter der Autorenangabe Lennon/McCartney veröffentlicht.

## Hintergrund
Your Mother Should Know beruht auf den musikalischen Ideen von Paul McCartney, er schrieb das Lied, nachdem ihn seine Tante Jin (eigentlich Jane Harris, genannt auch „Jinny“), die Mutter seines Cousins Harry Ian Harris aus Liverpool in seinem Haus in der Cavendish Avenue, London, besucht hatte, um mit ihm über sein Haschischrauchen zu sprechen, auf einem Harmonium im Esszimmer. Paul McCartney fühlte sich durch die Familienatmosphäre zu einer neuen Komposition inspiriert. Der Titel des Liedes entstammt dem Theaterstück Bitterer Honig (Originaltitel: A Taste Of Honey) von Shelagh Delaney. Your Mother Should Know orientierte sich musikalisch an Musikstücken der 1930er Jahre.
Am 18. Mai 1967 erhielten die Beatles von der BBC den Auftrag, für die Fernsehsendung Our World ein Lied zu komponieren. Kurzfristig stand auch Your Mother Should Know zur Auswahl, die Beatles entschieden sich dann aber für das Lied All You Need Is Love.
Your Mother Should Know wurde für den Film Magical Mystery Tour in der Schlussszene verwendet. Die Sequenz beginnt damit, dass die Beatles in weißen Smokings eine große Treppe hinuntergehen und anschließend tanzen. Inhaltlich war die Szene an den Filmen von Busby Berkeley angelehnt.

## Aufnahme
Your Mother Should Know wurde am 22. und 23. August 1967 in den Chappell Recording Studios in London mit dem Produzenten George Martin eingespielt. John Timperley war der Toningenieur der Aufnahmen. Zu dieser Zeit waren die Londoner Abbey Road Studios ausgebucht und so wichen die Beatles in ein Label-unabhängiges Studio aus. Paul McCartney kannte das Studio durch die Aufnahmen mit Chris Barber vom 20. Juli 1967 zu seiner Komposition Catcall. Die Band nahm am 22. August insgesamt acht Takes auf. Am 23. August wurden noch weitere Overdubs auf dem 8. Take eingespielt. Die genauen Aufnahmezeiten wurden nicht dokumentiert. Brian Epstein besuchte die Beatles während der Aufnahmen am 23. August, es war sein letzter Besuch, am 27. August verstarb er.
Die Beatles waren mit den Aufnahmen nicht zufrieden, so begaben sie sich am 16. September 1967 in die Abbey Road Studios (Studio 3) mit dem Produzenten George Martin. Ken Scott war der Toningenieur der Aufnahmen. Die Band nahm insgesamt elf Takes auf, wobei die Beatles erneut nicht mit dem Ergebnis zufrieden waren. Die Aufnahmesession dauerte zwischen 19 und 3:45 Uhr (morgens).
Am 29. September 1967 arbeiteten Paul McCartney und John Lennon im Studio 2 der Abbey Road Studios wieder an den Aufnahmen vom 22./23. August der Chappell Recording Studios. So spielten sie weitere Overdubs ein: Lennon Orgel und McCartney Bass, Ken Scott war wiederum Toningenieur. Die Aufnahmesession dauerte zwischen 19 und 5 Uhr.
Die Abmischung von Your Mother Should Know erfolgte am 2. Oktober 1967, in Mono. Am 6. November 1967 erfolgte eine Abmischung in Stereo.
Besetzung:
- John Lennon: Orgel, Hintergrundgesang
- Paul McCartney: Bass, Klavier, Gesang
- George Harrison: Leadgitarre, Hintergrundgesang
- Ringo Starr: Schlagzeug, Tamburin

## Veröffentlichung
- Am 27. November 1967 erschien in den USA Your Mother Should Know erstmals auf einer Langspielplatte, dem Kompilationsalbum Magical Mystery Tour. Das Album wurde am 16. September 1971 in Deutschland und am 19. November 1976 in Großbritannien veröffentlicht.
- In Großbritannien und Deutschland wurde Your Mother Should Know am 8. Dezember 1967 auf der Doppel-EP Magical Mystery Tour veröffentlicht.
- Die Version von Your Mother Should Know, die am 16. September in den Abbey Road Studios eingespielt wurde, erschien am 13. März 1996 auf dem Kompilationsalbum Anthology 2.

## Coverversionen
- Mike Batt – Your Mother Should Know [3]
- Barbara Dickson – John, Paul, George, Ringo… & Bert [4]
- Tulip (2) – All Because Of You Guys [5]